# Michał Witkowski
Michał Witkowski (Breslavia, 17 gennaio 1975) è uno scrittore polacco.
È autore di due raccolte di racconti brevi, Copyright (2001) e Fototapeta (2006); il romanzo Lubiewo (2005) è stato tradotto in venti lingue (la traduzione in inglese, Lovetown, è stata nominata per l'Independent Foreign Fiction Prize).
Il romanzo successivo, Barbara Radziwiłłówna z Jaworzna-Szczakowej (La regina Barbara), del 2007, ha avuto due adattamenti per il teatro. Lo scrittore ha vinto il premio Polityka Passport, riservato agli autori più promettenti e, per Lubiewo, il Premio Letterario Gdynia.
Nel 2009 Witkowski ha pubblicato Margot, che ha come protagonista una provocante camionista. I diritti del romanzo sono stati venduti a diversi paesi, tra cui, per la prima volta, all'Italia dove è stato pubblicato nel luglio 2012 da Atmosphere libri.